# Torrico (kommunhuvudort)
Torrico är en kommunhuvudort i Spanien.   Den ligger i provinsen Toledo och regionen Kastilien-La Mancha, i den centrala delen av landet, 150 km sydväst om huvudstaden Madrid. Torrico ligger 441 meter över havet och antalet invånare är 843.
Terrängen runt Torrico är platt österut, men västerut är den kuperad. Torrico ligger uppe på en höjd. Runt Torrico är det mycket glesbefolkat, med 3 invånare per kvadratkilometer. Närmaste större samhälle är Oropesa, 10,7 km norr om Torrico. Trakten runt Torrico består i huvudsak av gräsmarker.